# ميشطة ظفارية
ميشطة ظفارية (الاسم العلمي:Anogeissus dhofarica) هي نوع من النباتات يتبع جنس الميشطة من الفصيلة القمبريطية.